# Estádio Renê Bayma
O Estádio Renné de Matos Bayma, ou simplesmente Renné Bayma, é um estádio de futebol localizado na cidade de Codó, no estado do Maranhão, pertence à prefeitura municipal e tem capacidade para 12.000 pessoas.